# Frank Timiș
Vasile Frank Timiș (n. 28 ianuarie 1963, Borșa, județul Maramureș, România) este un controversat om de afaceri român cu cetățenie australiană. Revista românească Capital a considerat că Timișul este al 9-lea cel mai bogat român, estimându-și averea la 290 de milioane de dolari începând cu 2006. În 2012 a devenit cel mai bogat român, cu o avere netă de 1,34 miliarde de lire sterline (2,13 miliarde de dolari).

## Companii deținute
Timiș deține compania Central Europe Petroleum, care a concesionat în anul 2003 o suprafață a cărei întindere depășește 4% din suprafața totală a teritoriul României pentru a căuta zăcăminte de gaze naturale și petrol , precum și compania African Minerals. Companiile lui Timiș dețin în concesiune și perimetre aurifere în România, printre care și perimetrul Roșia Montană, loc unde s-ar afla cel mai mare zăcământ de aur din Europa.
O altă firmă a lui Frank Timiș, International Goldfields, a concesionat și ea o suprafață de peste 2.500 de kilometri pătrați, între orașele Deva, Lugoj și Oțelul Roșu.
Împreună, suprafețele controlate de aceste firme, împreună cu ariile controlate de Gabriel Resources, firma care încearcă să exploateze aurul de la Roșia Montană, și de European Goldfields, companie care activează în județul Hunedoara, toate deținute de Timiș, totalizează 5% din teritoriul României.

## Alte companii
Central Europe Petroleum deține și 50% din compania Balkan Petroleum.
Frank Timiș este și principalul acționar și președinte al companiei miniere African Minerals.
Vasile Frank Timiș a fost condamnat de două ori pentru droguri, pentru heroină, în Australia, la vârsta de 20 de ani.
În anul 2011, Timiș era cel mai bogat cetățean australian din Marea Britanie. Averea era estimată la 450-550 milioane de euro în 2022.